# Mon Alliée (The Best in Me)
Mon Alliée (The Best in Me) (deutsch: „Meine Verbündete (Das Beste in mir)“) ist ein Popsong mit englischem und französischem Text. Er wurde von Peter Boström, Thomas G:son, John Lundvik, Amir Haddad, Léa Ivanne und Tom Leeb geschrieben. Letzterer singt den Titel und hätte mit diesem Frankreich beim Eurovision Song Contest 2020 in Rotterdam vertreten sollen.

## Hintergrund
France 2 kündigte im Januar 2020 an, dass Tom Leeb Frankreich beim folgenden Eurovision Song Contest in Rotterdam vertreten werde. Im Gegensatz zu den Vorjahren verzichtete der Sender auf eine öffentliche Vorentscheidung. Der Titel wurde aus 100 Einsendungen ausgewählt.
Am 16. Februar wurde der Song vorgestellt, hierbei sang Leeb das Lied auf dem Eiffelturm mit Blick auf das Marsfeld.
Ursprünglich unter dem Namen The Best in Me, kündigte Leeb im März 2020 eine Neufassung des Titels an, die weniger englischen Text enthalten solle und den Titel Mon Alliée trage.

## Inhaltliches
Alexandra Redde-Amiel, französische Delegationsleiterin, beschreibt den Titel als „modern und universell“. Der Songtext ist zweisprachig. Der Refrain wird komplett auf Englisch gesungen, während die Strophen Französisch sind. Lediglich die letzten Zeilen der zweiten Strophe sind ebenfalls Englisch. Laut Leeb sei der ursprüngliche Text von John Lundvik geschrieben worden. Den französischen Text erarbeitet er mit Amir Haddad. So habe man an einem Text geschrieben, welcher auf Französisch ähnlich flüssig klinge wie auf Englisch.

## Rezeption
Franck Riester antwortete während einer Ausschusssitzung auf die Frage von Jacques Krabal, der englischsprachige Refrain des Liedes habe ihm in den Ohren geschmerzt. Dennoch betonte er, dass dies eine freie Entscheidung des französischen Rundfunks gewesen sei. Riester drohte kurze Zeit später damit, den Fernsehsender zur Auswahl eines komplett französischsprachigen Liedes zukünftig zu zwingen. Im Zweifel müsse man verlieren, dennoch solle man in einem Wettbewerb, wie dem Eurovision Song Contest seine Sprache hochhalten und stolz auf sie sein.
Auch André Vallini (PS) zeigte sich schockiert, dass 80 % des Textes Englisch seien. Wenn man Frankreich beim Eurovision Song Contest vertrete, müsse man auf Französisch singen.

## Beim Eurovision Song Contest
Als Teil der sogenannten „Big Five“ wäre Frankreich direkt für das Finale des Eurovision Song Contest qualifiziert gewesen, das für den 16. Mai 2020 geplant war. Aufgrund der fortschreitenden COVID-19-Pandemie wurde der Wettbewerb jedoch abgesagt.